# Madog ap Gruffydd
Madog ap Gruffydd († 1277) war ein Lord des walisischen Fürstentums Powys Fadog.

## Leben
Er war der älteste Sohn von Gruffydd Maelor ap Madog. Zur Festigung des Bündnisses von seinem Vater mit Llywelyn ap Gruffydd heiratete er um 1257 Llywelyns Schwester Margaret. Nachdem sein Vater 1269 und kurz darauf dessen Brüder Hywel und Madog ohne männliche Nachkommen gestorben waren, schloss er 1270 mit seinen drei Brüdern Llywelyn, Owain und Gruffydd Fychan auf der Burg Dinas Bran ein Abkommen, in dem sie Powys Fadog unter sich aufteilten. Madog wurde Lord von Maelor, Gruffydd Lord von Iâl, Llywelyn erhielt ein Gebiet südlich des Dee und Owain erhielt Bangor Iscoed. Indem sie die Erbteilung und den Witwensitz Overton ihrer Mutter durch Llywelyn ap Gruffydd bestätigen ließen, wird deutlich, dass sie keine selbständigen Fürsten, sondern von Gwynedd abhängige Vasallen waren. Die vier Brüder unterwarfen sich während des englisch-walisischen Krieges von 1277 dem englischen König Eduard I. Madog starb kurz darauf.
Er hinterließ zwei junge Söhne, Gruffydd und Llywelyn. Sein vorzeitiger Tod führte zwischen seinen drei Brüdern zu Erbstreitigkeiten um sein Land und um die Witwensitze seiner Mutter und seiner Witwe. Seine beiden minderjährigen Söhne wurden der Überlieferung nach während des englisch-walisischen Krieges von 1282 auf Veranlassung der englischen Barone John de Warenne und Roger Mortimer of Chirk bei Holt im Dee ertränkt. Madogs Herrschaft Maelor wurde zusammen mit Iâl nach der englischen Eroberung 1283 zur neuen englischen Baronie Bromfield und Yale, die John de Warenne zugesprochen wurde.